# Konstantin aus Ostrovitza
Konstantin aus Ostrovitza (* um 1435 in Ostrovica bei Rudnik oder Preševo als Konstantin Mihailović; † nach 1501) war ein Serbe, der durch die Knabenlese der Osmanen zu den Janitscharen geholt wurde. Er gilt als der (Haupt-)Verfasser eines Geschichtswerkes, das im deutschen Sprachraum unter dem Titel „Memoiren eines Janitscharen“ oder „Türkische Chronik“ ediert worden ist.

## Leben
Über seinen Vater Mihail Konstantinović ist außer dem Wohnort Ostrovitza, wo auch Konstantin geboren wurde, nichts weiter bekannt. Allerdings lässt sich auch Ostrovitza nicht sicher lokalisieren, da es im serbisch-bosnisch-kroatischen Gebiet mehrere Ortschaften dieses Namens gibt. Er selbst bezeichnet seine ethnische Herkunft als Raitze, ein Synonym für Serbe. Später übersiedelte Konstantin nach Novo Brdo, im Mittelalter eine reiche Bergbaustadt, sowie ein wichtiger Handelsplatz auf dem Balkan. Zwar war Novo Brdo nach kurzer Besetzung durch die Osmanen 1441 wieder serbisch, aber auf Grund von Vereinbarungen mussten dem Sultan Mehmed II. auf Verlangen berittene Soldaten zur Verfügung gestellt werden. Zu den 1.500 Reitern aus Serbien, die der Sultan bei der Belagerung von Konstantinopel (1453) einsetzte, gehörte mit einigen anderen Leuten aus Novo Brdo auch Konstantin.

„Diejenigen Leute, die vom Despoten entsandt worden waren, [unter denen auch ich war, wollten wieder umkehren] als sie hörten, daß der Sultan Konstantinopel belagerte, aber sie wurden gewarnt, daß man sie unbedingt töten würde, falls sie umkehren wollten. So mußten sie nach Konstantinopel gehen und den Türken bei der Eroberung helfen; doch wäre es durch unser Hilfe allein niemals erobert worden. [Doch war unsere Hilfe den Türken von geringem Nutzen.]“

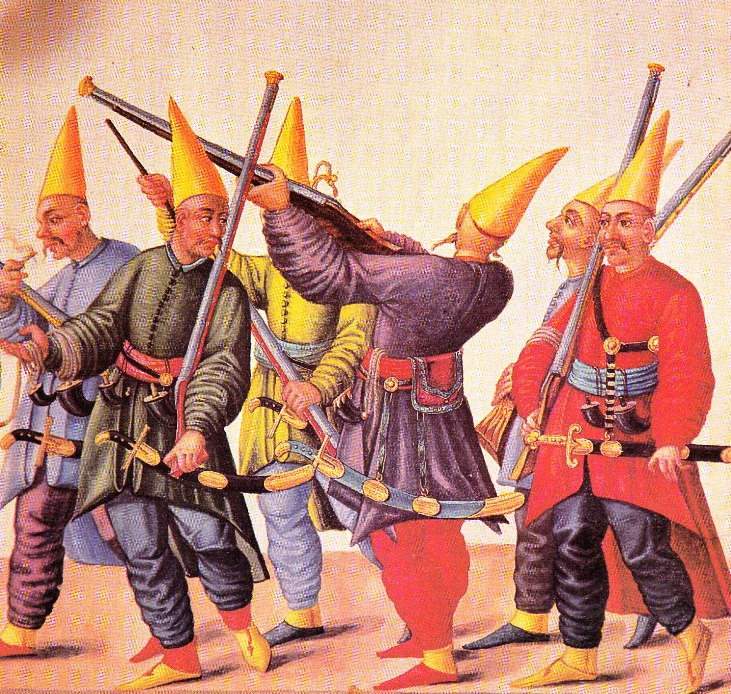
Janitscharenschüler bei Waffenübungen

Nach der Eroberung Konstantinopels überfiel Mehmed II. die Balkanländer und eroberte nach 40-tägiger Belagerung auch Novo Brdo, wohin Konstantin wieder zurückgekehrt war.

„Als sich die Stadt ergeben hatte, [...] ließ [der Sultan] die Knaben sich auf der einen Seite, die Weiber auf der anderen Seite sammeln [...] 320 Knaben und 704 Weiber behielt der Sultan zurück; letztere verteilte er unter die Heiden [d.h. seine Männer], die Knaben aber zog er zu seinen Janitscharen ein und sandte sie übers Meer nach Anatolien, wo sie aufgezogen wurden. Auch ich wurde damals aus jener Stadt mit meinen zwei Brüdern in die Gefangenschaft geschleppt, ich, der dies alles aufgeschrieben hat.“

Ein Jahr später war Konstantin bereits im Dienst des Sultans und nahm an der Belagerung von Belgrad (1456) teil. 1458 bis 1460 kämpfte er mit den Türken auf dem Peloponnes und 1461 gegen das Kaiserreich Trapezunt. 1462 war er bei den Janitscharentruppen, die in den Krieg gegen Vlad III. Drăculea zogen.
Nach der Eroberung von Bosnien im Jahre 1463 ernannte der Sultan Konstantin zum Befehlshaber der kleinen Festung Zvečaj am Vrbas. Er unterstellte ihm 50 Janitscharen und gab ihm den Sold für das nächste halbe Jahr. Aber schon im selben Jahr eroberte Matthias Corvinus Bosnien und auch Zvečaj fiel in seine Hände. Konstantin geriet in ungarische Gefangenschaft und war über dieses Geschick nach seinen Worten sehr froh.

„Und ich pries den Herrgott dafür, daß ich nun endlich auf glückliche Weise aus der Gefangenschaft wieder zu den Christen zurückgekehrt war.“

Mit diesem Satz endet der Teil seiner Chronik mit den persönlichen Erlebnissen.
Für sein weiteres Leben gibt es zwei Theorien:
- Đorđe Živanović vermutet, dass Konstantin nach Böhmen oder Polen ausgewandert sei. Er begründet dies mit der Kritik, die dieser an den ungarischen Fürsten Johann Hunyadi und Matthias Corvinus, aber auch am Papst geübt habe, die er in Ungarn nicht wagen hätte dürfen. Dies decke sich mit der antiungarischen und antipapistischen Haltung der Polen und Böhmen zu dieser Zeit.[5]
- Bronislaw „Branko“ Ćirlić ist der Ansicht, Konstantin sei an die Militärgrenze nach Südungarn geschickt worden, die Matthias Corvinus mit vor den Türken geflohenen Serben bevölkert habe. In dieser praktisch unter serbischer Verwaltung stehenden Enklave wäre Kritik an der ungarischen Politik ebenfalls möglich gewesen.[6]

## Memoiren eines Janitscharen oder Türkische Chronik
- Hauptartikel: Memoiren eines Janitscharen

Nach einem in Folge zitierten Einleitungssatz schließt Konstantin eine Vorrede an, in der er seinen Glauben an die Heilige Dreifaltigkeit bekundet und um Bekehrung der „verfluchten Heiden“ bittet.

„Hiermit beginnt Konstantin, der Sohn des Mihail Konstantinović, ein Raitze aus Ostrovica, den die Türken zum Janitscharen gemacht haben, seine Türkenchronik.“

In 49 Kapiteln schildert Konstantin aus Ostrovitza zuerst die Genealogie der Dynastie Osman, dann seine eigenen Erlebnisse und schließlich die Regierung und den Aufbau des Sultansreiches. Besonders ausführlich beschäftigt er sich in diesem dritten Abschnitt mit der Organisation und der Kampftaktik des osmanischen Heeres.

## Ausgabe
- Renate Lachmann (Hrsg.): Memoiren eines Janitscharen oder Türkische Chronik. (= Slavische Geschichtsschreiber; Band VIII). Styria Verlag, Graz/Wien/Köln 1975, ISBN 3-222-10552-9; Nachdruck: Schöningh, Paderborn 2010, ISBN 978-3-506-76842-1